# 원익머트리얼즈
원익머트리얼즈  Wonik Materials Co. Ltd.)는 원익그룹의 반도체부문 계열의 대한민국의 고순도 특수가스 및 화학물질 기업이다. 본사는 충청북도 청주시 청원구 오창읍 양청3길 30에 위치해 있으며 대표이사는 한정욱이다.

## 같이 보기
- 원익홀딩스
- 원익큐브

## 참고 문헌
1. ↑  0.001% 오차도 불허…반도체 특수가스 강자 원익머트리얼즈, 한국경제, 2024.02.05
2. ↑  키움 “원익머트리얼즈, 반도체용 가스 가격 올라 3분기 실적 신기록 가능”, 비즈니스포스트, 2022-08-11
3. ↑  원익머트리얼즈, '차세대 식각가스' 사업 추진…“극저온·친환경 소재 개발”, 전자신문, 2024-02-02